# Brunelles
Brunelles ist eine Ortschaft und eine ehemalige französische Gemeinde  mit 511 Einwohnern (Stand: 1. Januar 2022) im Département Eure-et-Loir in der Region Centre-Val de Loire. Sie gehörte zum Arrondissement Nogent-le-Rotrou und zum Kanton Nogent-le-Rotrou.
Mit Wirkung vom 1. Januar 2019 wurden die früheren Gemeinden Margon, Brunelles und Coudreceau zur Commune nouvelle Arcisses zusammengeschlossen und haben dort den Status einer Commune déléguée. Der Verwaltungssitz befindet sich im Ort Margon.

## Geographie
Brunelles liegt etwa 45 Kilometer westsüdwestlich von Chartres im Regionalen Naturpark Perche. Umgeben wird Brunelles von den Ortschaften Coudreceau im Norden und Nordosten, Saint-Denis-d’Authou im Osten, Thiron-Gardais im Südosten, La Gaudaine im Süden und Südwesten, Champrond-en-Perchet im Süden sowie Margon im Westen und Nordwesten.

## Einwohnerentwicklung
| 1962                      | 1968 | 1975 | 1982 | 1990 | 1999 | 2006 | 2013 |
| ------------------------- | ---- | ---- | ---- | ---- | ---- | ---- | ---- |
| 449                       | 387  | 403  | 436  | 468  | 489  | 531  | 568  |
| Quelle: Cassini und INSEE |      |      |      |      |      |      |      |

## Sehenswürdigkeiten

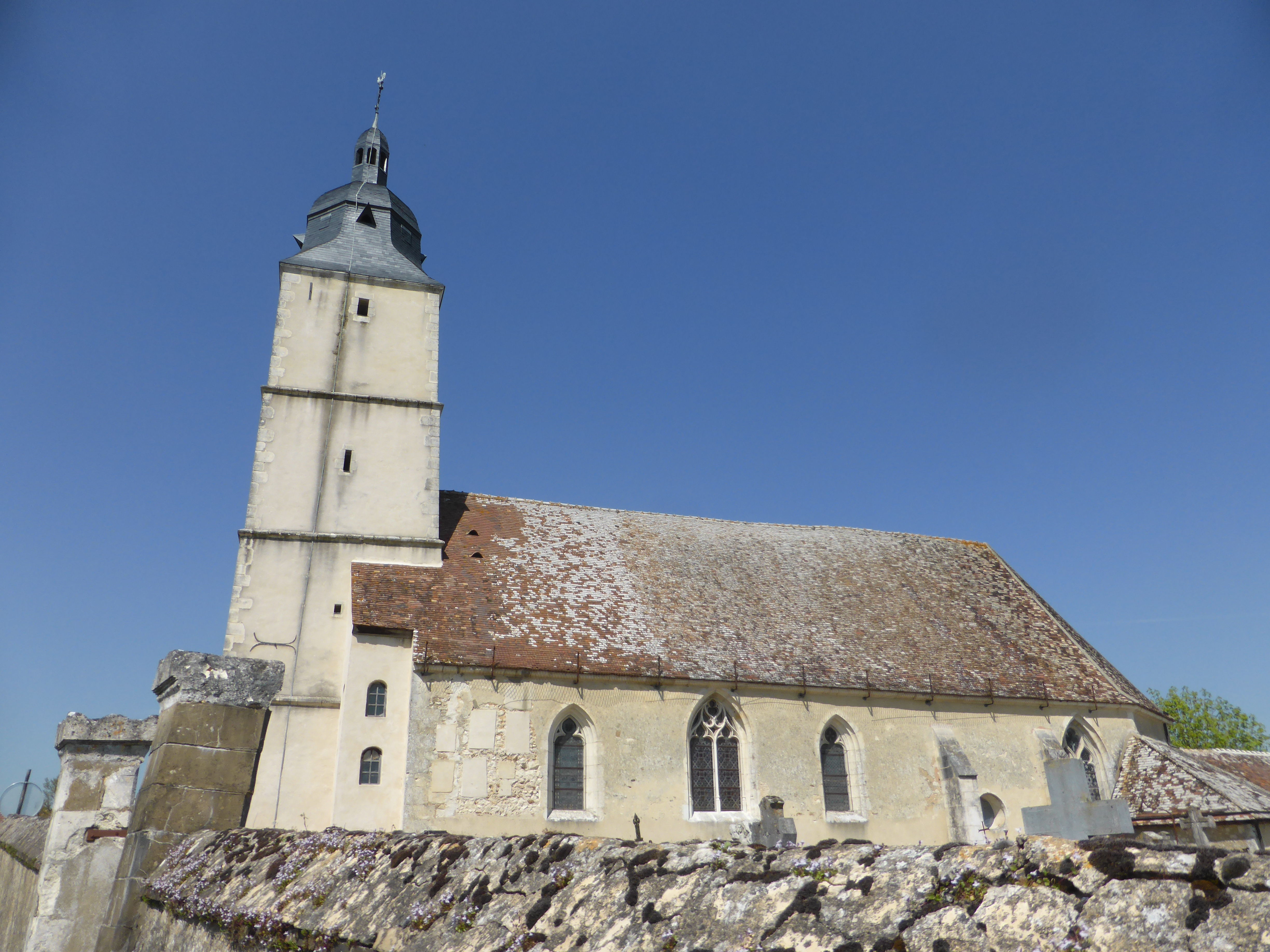
Kirche Saint-Martin

- Kirche Saint-Martin

## Persönlichkeiten
- Antoine Brumel (um 1460-nach 1513), Komponist (Geburt hier vermutet)